# Katy (Texas)
Pour les articles homonymes, voir Katy.
Katy est une ville du Greater Houston, dans les comtés de Waller, de Fort Bend et de Harris, au Texas. 

## Personnalités
- Kimberly Caldwell, chanteuse américaine, née à Katy.
- Christian Cappis, joueur de soccer américain, né à Katy.
- Jalen Milroe, quarterback pour l'équipe universitaire de football américain des Crimson Tide de l'Alabama
- Bo Levi Mitchell, joueur de football américain et de football canadien
- Renée O'Connor, actrice américaine, née à Katy.
- Renée Zellweger, actrice et productrice américaine, née à Katy.